# Wust-Siedlung
Wust-Siedlung ist ein Ortsteil der Gemeinde Wust-Fischbeck im Landkreis Stendal im Bundesland Sachsen-Anhalt.

## Geografie
Wust-Siedlung, landläufig Wuster Siedlung genannt, so auch früher auf Landkarten, ist eine kleine Siedlung zwei Kilometer nordöstlich von Wust südlich der Landschaft „Der Trüben“. Die Landesgrenze zu Brandenburg verläuft etwa einen Kilometer östlich.

## Geschichte

### Neuzeit
Auf dem Gelände der Siedlung befand sich Mitte des 19. Jahrhunderts die Wuster Schäferei. Im südlichen Teil der heutigen Siedlung befand sich noch zu Anfang des 20. Jahrhunderts eine Ziegelei.
Anfang des 20. Jahrhunderts befand sich das Rittergut Wust in wirtschaftlichen Schwierigkeiten. 1936 wurde die Bildung von Rentengütern aus einem Teil des Rittergutes Wust verfügt. Es wurden Teile der Gutsanlage veräußert. Die fünf Gebäude des früheren Gutsvorwerks wurden für fünf Siedlerfamilien um- und ausgebaut. Für die weiteren sieben Siedler entstanden neue Gebäude. Auf 350 Hektar Land wurden fünf Altbauern vom Gut und sieben Siedler aus verschiedenen Gegenden Deutschlands angesiedelt. Die „Siedlunger“, wie sie sich selbst auch nennen, bildeten in den Anfängen eine Art Kommune: Gemeineigentum waren eine Dreschmaschine und ein Lanz-Bulldogg. Um 1945 lebten im Ort etwa 50 Kinder.
In der Mitte der Siedlung wurde eine Kombination von Backhaus und Spritzenhaus für alle errichtet. Das Backhaus steht seit 1978 unter Denkmalschutz und wird seit seiner Instandsetzung in den 1990er Jahren zu verschiedensten Anlässen wieder genutzt.

### Eingemeindungen
Die Wuster Schäferei gehörte 1909 zum Gutsbezirk Wust im Landkreis Jerichow II. Am 30. September 1928 wurde der Gutsbezirk Wust mit der Landgemeinde Wust vereinigt, daher gehörte die Wuster Schäferei im Jahr 1931 zur Landgemeinde Wust.
Im Jahre 1986 gehörte der Ortsteil Wuster Siedlung zur Gemeinde Wust.

### Einwohnerentwicklung
| Jahr | Einwohner |
| ---- | --------- |
| 2014 | [00]33    |
| 2017 | [00]34    |
| 2018 | [00]34    |
| 2019 | [00]35    |
| 2020 | [00]34    |
| 2021 | [00]32    |
| 2022 | [0]31     |

## Religion
Die evangelischen Christen aus der Schäferei Wust, der heutigen Wuster Siedlung, waren in die Kirchengemeinde Wust eingepfarrt, die früher zur Pfarrei Melkow bei Wust gehörte, Heute werden sie betreut vom Pfarrbereich Jerichow im Kirchenkreis Stendal im Bischofssprengel Magdeburg der Evangelischen Kirche in Mitteldeutschland.